# Asli Kilic
Asli Kilic (* 1978 in Frankfurt am Main) ist eine deutsche Pianistin.

## Leben
Asli  Kilic erhielt ihre pianistische Ausbildung in Frankfurt am  Dr. Hoch’schen Konservatorium bei Gil Temper und bei Mika Degaita. 1997 studierte sie bei Paul Dan an der Staatlichen Hochschule für Musik und Darstellende Kunst Mannheim.
Außerdem nahm sie an Meisterkursen von Jewgeni Malinin, Peter Feuchtwanger, Paul Badura-Skoda, Thérèse Dussaut und Gilead Mishory teil. Nach 2003 studierte sie bei Paul Dan Kammermusik mit der Violinistin Birgit Erz sowie an der Hochschule für Musik Köln bei Arbo Valdma Klavier Solo. Sie absolvierte den Studiengang Konzertexamen bei Ragna Schirmer an der Staatlichen Hochschule für Musik und Darstellende Kunst Mannheim.
Asli Kiliç trat unter anderem mit der Südwestfälischen Philharmonie, dem Kurpfälzischen Kammerorchester, der Staatsphilharmonie Rheinland-Pfalz und dem Orchester des SWR Kaiserslautern auf, mit dem sie mehrere Rundfunkaufnahmen einspielte.
Daneben wirkt sie als Pianistin u. a. am Nationaltheater Mannheim und ist seit Oktober 2024 Sachgebietsleiterin für Tasteninstrumente an der Städtischen Musikschule Mannheim.

## Auszeichnungen
Asli Kilic gewann zwei erste Bundespreise beim Wettbewerb Jugend musiziert: 1995 in der Kategorie Liedbegleitung und 1997 in der Kategorie Duo mit der Violinistin Almut Frenzel. Stipendium der „Konzerte junger Künstler“ und ein Sonderpreis der „Deutsche Stiftung Musikleben“.
1999 erhielt sie einen zweiten Preis beim internationalen Wettbewerb Trofeo internazionale di Genova in der Kategorie Klavier Solo.
2001 erfolgte ein Sonderpreis des Lions Club Mannheim.

## Diskografie
- Asli Kilic - debut (Rodenstein Records) [2009]
- Leoš Janáček - Klavierwerke (Rodenstein Records) [2014]
- The Scriabin Code - Sehen : Hören (Rodenstein Records) [2015]